# Daniel Picard
Pour les articles homonymes, voir Picard (homonymie).
 (février 2017).
Si vous disposez d'ouvrages ou d'articles de référence ou si vous connaissez des sites web de qualité traitant du thème abordé ici, merci de compléter l'article en donnant les références utiles à sa vérifiabilité et en les liant à la section « Notes et références ».
Daniel Picard, né le 1er janvier 1965, est un acteur et parolier canadien, spécialisé dans le doublage québécois. Il prête notamment sa voix pour des personnages joués par George Clooney, Jim Carrey, Jean-Claude Van Damme, Matthew McConaughey, Keanu Reeves, Alan Rickman, Ray Liotta, Vince Vaughn, Elias Koteas, Clive Owen, Pierce Brosnan, Gerard Butler, Aaron Eckhart, Dermot Mulroney, Hugh Grant, Hugh Jackman, Brendan Fraser, Joaquin Phoenix, Billy Zane, Matt Dillon ou encore Michael Keaton. Il est aussi connu comme la voix québécoise de Peter Griffin et Tigrou.

## Biographie
Daniel Picard a étudié au Conservatoire d'art dramatique de Montréal.
En plus du doublage, il écrit des chansons. En franchissant le cap de la cinquantaine, il se promet de mener à terme les projets musicaux qui dorment dans ses tiroirs. Une première composition Si tu viens frapper à ma porte, interprétée par Pascale Montreuil, sort sur différentes plates-formes numériques en 2015. Daniel Picard gagne aussi un concours lancé par Céline Dion : une de ses chansons, À la plus haute branche, est choisie pour ensuite paraitre dans l'album de celle-ci Encore un soir, qui sort en août 2016.

## Doublage

### Cinéma

#### Films d'animation
- 1988 : Cathy et les extra-terrestres : Martien W
- 1994 : La Princesse des Cygnes : Damien
- 1995 : Pocahontas : Une légende indienne : John Smith
- 1996 : Le Bossu de Notre-Dame : Phoebus
- 1997 : Anastasia : Dimitri (voix chantée)
- 1997 : La Belle et la Bête : Un Noël enchanté : Bête
- 1997 : La grande aventure de Winnie : À la recherche de Jean-Christophe : Tigrou
- 1998 : Nuit de paix avec Buster et Chauncey : le Père Joseph
- 1998 : Rudolph, le petit renne au nez rouge : Le film : Finesse et Tonerre
- 1998 : Mulan : le capitaine Li Shang
- 1998 : Pocahontas 2 : À la découverte d'un monde nouveau  : John Smith
- 1998 : Scooby-Doo sur l'île aux zombies : Beau Neville
- 1998 : Pokémon, le film : Mewtwo contre-attaque : Giovanni
- 1999 : Winnie l'ourson : Un valentin pour toi ! : Tigrou
- 1999 : Winnie l'ourson : Les saisons du cœur : Tigrou
- 1999 : South Park : Plus grand, plus long et sans coupure : M. Mackey et l'ambassadeur canadien
- 1999 : Fantasia 2000 : Mickey Mouse / Teller
- 2000 : Le Film de Tigrou : Tigrou
- 2000 : Titan après la terre : Dr Sam Tucker
- 2000 : Pokémon : Le Retour de Mewtwo : Giovanni
- 2001 : Monstres, Inc. : Yéti
- 2002 : Le film des Supers Nanas : le professeur Utonium
- 2002 : Le Bossu de Notre-Dame 2 : Phoebus
- 2002 : Winnie l'ourson : Bonne Année : Tigrou
- 2002 : Tarzan et Jane : Robert Canler
- 2003 : Le Grand Film de Porcinet : Tigrou
- 2003 : Trouver Nemo : George
- 2003 - Sinbad : La Légende des sept mers : Sinbad
- 2004 - Yu-Gi-Oh!, le film : La Pyramide de Lumière : Yami Yugi
- 2004 - Escouade américaine : Police du monde : George Clooney
- 2004 - Les Incroyable : Bernie Kropp
- 2004 - Shrek 2 : le Prince Charmant
- 2004 - Winnie l'ourson : Un printemps avec Petit Gourou : Tigrou
- 2005 - Mulan 2 : Li Shang
- 2005 - Winnie l'ourson et l'Éfélant : Tigrou
- 2005 - Winnie et l'Éfélant fêtent l'Halloween : Tigrou
- 2005 - Petit poulet : Ace
- 2006 - La vie sauvage : Larry
- 2006 - Les Bagnoles : Chick Hicks
- 2006 - Les petits pieds du bonheur : Memphis
- 2006 - Souris City : Roddy St. James
- 2007 - Les Rois du surf : Reggie
- 2007 - Bienvenue chez les Robinson : Cornélius
- 2007 - Shrek le troisième : le Prince Charmant
- 2008 - Star Wars: The Clone Wars : Nute Gunray
- 2008 - Madagascar 2: La Grande Évasion : Moto Moto
- 2009 - Fantastique Maître Renard : Maître Renard
- 2009 - Monstres contre Aliens : Le chaînon manquant
- 2009 - Un conte de Noël : Ebnezer Scrooge et deux des trois fantômes
- 2009 - La Princesse et la Grenouille : Dr. Facilier
- 2010 - Megamind : Megamind
- 2010 - Histoire de jouets 3 : Buzz Lightyear
- 2010 - Animaux & Cie : Smith
- 2011 - Kung Fu Panda 2 : Lord Shen
- 2011 - Winnie l'ourson : Tigrou
- 2011 - Les Bagnoles 2 : Chick Hicks
- 2011 - Rango : Balthazar
- 2011 - Rio : Nico (chant)
- 2012 - Les Pirates ! Bande de nuls : Pirate Capitaine
- 2012 - Rebelle : Lord Macintosh
- 2012 - Les Mondes de Ralph : Clyde
- 2013 - Fuyons la planète terre : Scorch Supernova
- 2014 - Opération Casse-noisette : Grisou
- 2014 - Le film Lego : Batman / Bruce Wayne
- 2016 - Ratchet et Clank : Capitaine Qwark
- 2016 - Zootopia : Maire Lionheart
- 2016 - Trouver Doris : George
- 2016 - Chantez : Buster Moon
- 2017 - Lego Batman, le film : Batman
- 2017 - Les Bagnoles 3 : Chick Hicks
- 2018 - Teen Titans Go! Le film : Slade
- 2018 - Ralph brise l'Internet : Buzz Lightyear
- 2019 - Le film Lego 2 : Batman / Bruce Wayne
- 2019 - Le Parc des merveilles : Steve
- 2019 - Histoire de jouets 4 : Buzz Lightyear
- 2020 : Scooby ! : Satanas
- 2021 : Chantez 2 : Buster Moon
- 2022 : Krypto, Super Chien : Batman / Bruce Wayne

### Télévision

#### Téléfilm
- 2015 : Enquêtes gourmandes : Meurtre quatre étoiles : Michael (Steve Valentine)

#### Séries télévisées
- 2007-2009 : Les Tudors : Thomas Cromwell (James Frain)
- 2012 : Finies les parades : Mark Tietjens (Rupert Everett) (mini-série)
- 2017 : Union des artistes : Vladimir Poutine[1]

#### Séries d'animation
- 1990 : Les histoires du capitaine Morbleu : Jean Pothé
- 1997 : Kléo : Henri
- 2001 : Sacré Andy ! : Grand-père Larkin
- 2001 : Sourire d'enfer : Dr Eustache
- 2004 : Les Décalés du cosmos : Bob, l'ordinateur de bord
- 2005 : Hot Wheels Acceleracers : Dr Peter Tezla
- 2005 : Eyeshield 21 : Sanada
- 2006 : Jane et le dragon : Dragon
- 2006 : Spider Riders : le narrateur
- 2007 : Les Fouineurs : Carl
- 2007 : Le Chevalier d'Éon : Louis XV
- 2007 : Bakugan Battle Brawlers : Drago / Contestir
- 2008 : Ce cher Ed : Buddy
- 2008 : Le monde selon Zack : Alvin / Calvin
- 2008 : American Dad! : Avery Bullock (Patrick Stewart)
- 2010 : Les Griffin : Peter Griffin (Seth MacFarlane)
- 2010 : Babar et les aventures de Badou : Crocodylus / M. Floody
- 2013 : Les Singestronautes : Nefarious

### Jeux vidéo
- 2009 : Assassin's Creed II : Giovanni Auditore, le père du héros Ezio Auditore
- 2012 : Assassin's Creed III : George Washington
- 2014 : Assassin's Creed Unity : François-Thomas Germain

## Récompenses et nominations

### Récompenses
- Prix Ronald (Meilleur comédien de doublage québécois de l'été 2000)